# NBA-Draft 2005
Der NBA-Draft 2005 wurde am 28. Juni 2005 im Madison Square Garden von New York City durchgeführt. In zwei Runden wurden jeweils 30 Spieler von NBA-Teams ausgewählt.
Dies war der letzte NBA Draft, bei dem High-School-Spieler zugelassen wurden. Seit 2006 dürfen sich nur noch US-Spieler zum Draft anmelden, die bis zum Ende des laufenden Jahres 19 Jahre alt werden und deren High-School-Abschluss mindestens ein Jahr zurückliegt. Internationale Spieler müssen lediglich die Altersbegrenzung erfüllen.
Als erster Spieler wurde der Australier Andrew Bogut von den Milwaukee Bucks ausgewählt.

## Runde 1
| Pick | Spieler                  | Nationalität                                 | NBA Team                                                            | vorheriges Team/College                         |
| ---- | ------------------------ | -------------------------------------------- | ------------------------------------------------------------------- | ----------------------------------------------- |
| 1    | Andrew Bogut (C)         | Australien                                   | Milwaukee Bucks                                                     | University of Utah                              |
| 2    | Marvin Williams (SF)     | Vereinigte Staaten                           | Atlanta Hawks                                                       | University of North Carolina at Chapel Hill     |
| 3    | Deron Williams (PG)      | Vereinigte Staaten                           | Utah Jazz (von Portland Trail Blazers)                              | University of Illinois at Urbana-Champaign      |
| 4    | Chris Paul (PG)          | Vereinigte Staaten                           | New Orleans Hornets                                                 | Wake Forest University                          |
| 5    | Raymond Felton (PG)      | Vereinigte Staaten                           | Charlotte Bobcats                                                   | University of North Carolina at Chapel Hill     |
| 6    | Martell Webster (SF/SG)  | Vereinigte Staaten                           | Portland Trail Blazers (von Utah Jazz)                              | Seattle Preparatory School                      |
| 7    | Charlie Villanueva (PF)  | Vereinigte Staaten / Dominikanische Republik | Toronto Raptors                                                     | University of Connecticut                       |
| 8    | Channing Frye (PF/C)     | Vereinigte Staaten                           | New York Knicks                                                     | University of Arizona                           |
| 9    | Ike Diogu (PF)           | Vereinigte Staaten / Nigeria                 | Golden State Warriors                                               | Arizona State University                        |
| 10   | Andrew Bynum (C)         | Vereinigte Staaten                           | Los Angeles Lakers                                                  | St. Joseph’s High School (Metuchen, New Jersey) |
| 11   | Fran Vázquez (C)         | Spanien                                      | Orlando Magic                                                       | Unicaja Málaga (Spanien)                        |
| 12   | Jaroslaw Koroljow (SF)   | Russland                                     | Los Angeles Clippers                                                | PBK ZSKA Moskau (Russland)                      |
| 13   | Sean May (PF)            | Vereinigte Staaten                           | Charlotte Bobcats (von Cleveland Cavaliers)                         | University of North Carolina at Chapel Hill     |
| 14   | Rashad McCants (SG)      | Vereinigte Staaten                           | Minnesota Timberwolves                                              | University of North Carolina at Chapel Hill     |
| 15   | Antoine Wright (SG)      | Vereinigte Staaten                           | New Jersey Nets                                                     | Texas A&M University                            |
| 16   | Joey Graham (SF)         | Vereinigte Staaten                           | Toronto Raptors (von Philadelphia 76ers)                            | Oklahoma State University – Stillwater          |
| 17   | Danny Granger (F)        | Vereinigte Staaten                           | Indiana Pacers                                                      | University of New Mexico                        |
| 18   | Gerald Green (SF/SG)     | Vereinigte Staaten                           | Boston Celtics                                                      | Gulf Shores Academy (Houston, Texas)            |
| 19   | Hakim Warrick (PF)       | Vereinigte Staaten                           | Memphis Grizzlies                                                   | Syracuse University                             |
| 20   | Julius Hodge (SG/SF)     | Vereinigte Staaten                           | Denver Nuggets (von Washington Wizards)                             | North Carolina State University                 |
| 21   | Nate Robinson (PG)       | Vereinigte Staaten                           | Phoenix Suns (von Chicago Bulls, nach New York getradet)            | University of Washington                        |
| 22   | Jarrett Jack (PG)        | Vereinigte Staaten                           | Denver Nuggets (nach Portland getradet)                             | Georgia Institute of Technology                 |
| 23   | Francisco García (SF/SG) | Dominikanische Republik                      | Sacramento Kings                                                    | University of Louisville                        |
| 24   | Luther Head (SG/PG)      | Vereinigte Staaten                           | Houston Rockets                                                     | University of Illinois at Urbana-Champaign      |
| 25   | Johan Petro (C)          | Frankreich                                   | Seattle SuperSonics                                                 | Élan Béarnais Pau-Orthez (Frankreich)           |
| 26   | Jason Maxiell (PF/C)     | Vereinigte Staaten                           | Detroit Pistons                                                     | University of Cincinnati                        |
| 27   | Linas Kleiza (SF/PF)     | Litauen                                      | Portland Trail Blazers (von Dallas Mavericks, nach Denver getradet) | University of Missouri, Columbia                |
| 28   | Ian Mahinmi (C)          | Frankreich                                   | San Antonio Spurs                                                   | Saint Thomas Basket Le Havre (Frankreich)       |
| 29   | Wayne Simien (PF)        | Vereinigte Staaten                           | Miami Heat                                                          | University of Kansas                            |
| 30   | David Lee (PF)           | Vereinigte Staaten                           | New York Knicks (von Phoenix Suns)                                  | University of Florida                           |

## Runde 2
| Pick | Spieler                      | Nationalität           | NBA Team                                               | vorheriges Team/College                            |
| ---- | ---------------------------- | ---------------------- | ------------------------------------------------------ | -------------------------------------------------- |
| 31   | Salim Stoudamire (SG)        | Vereinigte Staaten     | Atlanta Hawks                                          | University of Arizona                              |
| 32   | Daniel Ewing (PG)            | Vereinigte Staaten     | Los Angeles Clippers (von Charlotte Bobcats)           | Duke University                                    |
| 33   | Brandon Bass (PF)            | Vereinigte Staaten     | New Orleans Hornets                                    | Louisiana State University                         |
| 34   | C. J. Miles (SG/SF)          | Vereinigte Staaten     | Utah Jazz                                              | Skyline High School (Dallas, Texas)                |
| 35   | Ricky Sánchez (C)            | Puerto Rico            | Portland Trail Blazers                                 | IMG Academy                                        |
| 36   | Ersan İlyasova (PF)          | Türkei                 | Milwaukee Bucks                                        | Ülker Istanbul (Türkei)                            |
| 37   | Ronny Turiaf (C)             | Frankreich             | Los Angeles Lakers (von New York Knicks)               | Gonzaga University                                 |
| 38   | Travis Diener (PG)           | Vereinigte Staaten     | Toronto Raptors (Pick an die Orlando Magic abgetreten) | Marquette University                               |
| 39   | Von Wafer (SG)               | Vereinigte Staaten     | Los Angeles Lakers                                     | Florida State University                           |
| 40   | Monta Ellis (SG)             | Vereinigte Staaten     | Golden State Warriors                                  | Lanier High School (Jackson, Mississippi)          |
| 41   | Roko Leni Ukić (PG)          | Kroatien               | Toronto Raptors (von Orlando Magic)                    | KK Split (Kroatien)                                |
| 42   | Chris Taft (PF/C)            | Vereinigte Staaten     | Golden State Warriors (von Los Angeles Clippers)       | University of Pittsburgh                           |
| 43   | Mile Ilić (C)                | Serbien und Montenegro | New Jersey Nets                                        | FMP Železnik Belgrad (Serbien und Montenegro)      |
| 44   | Martynas Andriuškevičius (C) | Litauen                | Orlando Magic (von Cleveland Cavaliers)                | Žalgiris Kaunas (Litauen)                          |
| 45   | Lou Williams (SG/PG)         | Vereinigte Staaten     | Philadelphia 76ers                                     | South Gwinnett High School (Snellville, Georgia)   |
| 46   | Erazem Lorbek (PF/C)         | Slowenien              | Indiana Pacers                                         | Fortitudo Bologna (Italien)                        |
| 47   | Bracey Wright (SG)           | Vereinigte Staaten     | Minnesota Timberwolves                                 | Indiana University Bloomington                     |
| 48   | Mickaël Gelabale (SF)        | Frankreich             | Seattle SuperSonics (von Memphis Grizzlies)            | Real Madrid (Spanien)                              |
| 49   | Andray Blatche (PF/C)        | Vereinigte Staaten     | Washington Wizards                                     | South Kent HS (Connecticut)                        |
| 50   | Ryan Gomes (SF)              | Vereinigte Staaten     | Boston Celtics                                         | Providence College                                 |
| 51   | Robert Whaley (PF)           | Vereinigte Staaten     | Utah Jazz (von Chicago Bulls)                          | Walsh University                                   |
| 52   | Axel Hervelle (PF)           | Belgien                | Denver Nuggets                                         | Real Madrid (Spanien)                              |
| 53   | Orien Greene (SG)            | Vereinigte Staaten     | Boston Celtics (von Sacramento Kings)                  | University of Louisiana at Lafayette               |
| 54   | Dijon Thompson (SF/SG)       | Vereinigte Staaten     | New York Knicks (from Houston Rockets)                 | University of California, Los Angeles              |
| 55   | Lawrence Roberts (PF)        | Vereinigte Staaten     | Seattle SuperSonics                                    | Mississippi State University                       |
| 56   | Amir Johnson (PF)            | Vereinigte Staaten     | Detroit Pistons                                        | Westchester High School (Los Angeles, Kalifornien) |
| 57   | Marcin Gortat (C)            | Polen                  | Phoenix Suns (von Dallas Mavericks)                    | RheinEnergie Köln (Deutschland)                    |
| 58   | Uroš Slokar (SF)             | Slowenien              | Toronto Raptors (von Miami Heat)                       | Snaidero Udine (Italien)                           |
| 59   | Cenk Akyol (PG)              | Türkei                 | Atlanta Hawks (von San Antonio Spurs)                  | Efes Pilsen Istanbul (Türkei)                      |
| 60   | Alex Acker (SG)              | Vereinigte Staaten     | Detroit Pistons (von Utah Jazz)                        | Pepperdine University                              |

## Ungedraftete Spieler
- Ender Arslan (G,  Türkei), Efes Pilsen Istanbul
- Kelenna Azubuike (SG,  England), University of Kentucky
- Chuck Hayes (PF,  Vereinigte Staaten), University of Kentucky
- Jan-Hendrik Jagla (PF,  Deutschland), Pennsylvania State University
- John Lucas III (PG,  Vereinigte Staaten), Oklahoma State University
- Dirk Mädrich (PF,  Deutschland), MTV Braunschweig
- Stefano Mancinelli (F,  Italien), Fortitudo Bologna
- Roger Powell (SF,  Vereinigte Staaten), University of Illinois
- Shavlik Randolph (PF,  Vereinigte Staaten), Duke University
- Luke Schenscher (C,  Australien), Georgia Institute of Technology
- Chris Thomas (PG,  Vereinigte Staaten), University of Notre Dame
- Jawad Williams (F,  Vereinigte Staaten), University of North Carolina
- Nikolaos Zisis (G,  Griechenland), AEK Athen